# Rudolf Geisler
Rudolf Geisler (29 de março de 1911 - 13 de abril de 1944) foi um oficial alemão que serviu no Deutsches Heer durante a Segunda Guerra Mundial. Foi condecorado com a Cruz de Cavaleiro da Cruz de Ferro com Folhas de Carvalho.

## Condecorações
| Cruz de Ferro (1939) 2ª Classe                                   | 30 de setembro de 1939 |
| Cruz de Ferro (1939) 1ª Classe                                   | 13 de agosto de 1941   |
| Cruz Germânica em Ouro                                           | 3 de junho de 1943     |
| Cruz de Cavaleiro da Cruz de Ferro                               | 7 de dezembro de 1943  |
| Cruz de Cavaleiro da Cruz de Ferro com Folhas de Carvalho nº 455 | 13 de abril de 1944    |